# 素木得一
素木得一（日语：／ Shiraki Tokuichi，1882年3月9日—1970年12月22日），日本昆蟲學學者，生於北海道函館市。1906年札幌農學校（今北海道大學）畢業後，素木得一隨即投入昆蟲學研究與標本製作。1907年，他前往台灣擔任台灣總督府技士，不久因其卓越的學識與才能，升任為總督府昆蟲部長。在這一階段，他除研究對農業有利的天敵昆蟲外，也引進家蠶的近緣種楓蠶（Saturnia pyretorum） 在1909-1911年間於台灣試育，儘管最終未能成功。
1938年，他正式投入台北帝國大學農學教學後，繼續從事植物病蟲害防治傳承。二戰後日治時期結束，國民政府禮遇他特准滯臺。直至二二八事件爆發，於同年5月避難返日。1951年任聯軍總部天然資源局技術顧問，調查琉球群島昆蟲相。之後仍活躍於日本昆蟲學界，並擔任日本應用昆蟲學會會長、名譽會長等。此職務一直到1970年，他去世為止。
父親為教育家素木岫雲，妹妹是作家素木志津，兒子是窯業工學家素木洋一。

## 生平

### 早年
素木得一父親為素木岫雲，函館師範學校校長；母親素木雪子，會津若松人，在會津藩被消滅後隨家人遷往函館，在16歲時嫁給素木岫雲，在1882年3月9日誕下家中長子即素木得一。得一於4歲時，每天至美籍傳教士John Bachelor處，受其影響而有心向學，入讀父親所經營的幼兒園。素木幼時家中曾隨父親的工作多次搬遷，住過東京、熊本、札幌等地。八歲全家遷居東京，素木入讀誠之小學校二年級，其父則在淺草開設店面，且是最早開始販售留聲機的商家; 二年後，其父應邀前往熊本任高等小學校的校長，因此舉家遷居熊本，素木得一在這段時間獲父親親授漢文、數學、日本地理，並在熊本居住時期習得游泳。1982年，因其父轉任札幌創成小學校校長，而再次遷居札幌，1894年素木得一進入札幌中學校就讀 :138-141。
1899年6月，素木得一於札幌中學校五年級時，其父素木岫雲過世，留下得一，以及其下1弟4妹，但沒有遺產。困頓的家計使素木得一打消赴東京習醫的計畫，改就讀札幌農學校繼續學業。1900年得一入讀農學校預科，預科就讀期間，素木先在一所專收鐵道職員的夜間學校教數學，而後在一家製麻會社教導工人們數學，以貼補學費；之後則依靠優異成績，獲札幌農學校本科公費生資格，公費生不僅免繳學費，每月還可領七元的補助金。依當時的規定，學業總平均八十五分以上者，才可以當公費生，足見素木的成績非常優秀。最初素木對化學感興趣，並有意攻讀食品化學，但經過與剛由法國留學回來的大島金次郎教授討論之後，因當時校內食品化學方面的研究設備還不是很完備，大島金次郎教授不贊成，改向昆蟲學權威松村松年師習昆蟲學，著手直翅目昆蟲的分類。1906年7月畢業後，素木得一先留校擔任助教授，但因為講授的課程礦物結晶學、森林動物學、農產製造學等皆與其昆蟲學專長無關，加上其指導教授松村松年，對當時臺灣總督府農事試驗場昆蟲部長堀健的美式作風不滿，認為不符臺灣民情，希望素木得一取代之，以及臺灣總督府殖產局長宮尾舜治再三邀請，並許予出國考察的機會，因此讓素木得一踏上台灣之旅:138-141。

### 台灣時期
來台前，素木即預期將從事害蟲相關研究，因此特地先拜訪當時日本知名的應用昆蟲學者小貫信太郎及中川久知教授。1907年9月2日，26歲的素木得一抵台履任，接下該年7月辭職離臺的堀健的農事試驗場昆蟲部部長一職，工作地點位於台北富田町（位於現今台北市大安區），設備僅有臨時搭建的木造屋、3個昆蟲標本櫃及1個書櫃，以及5、6本美國出版的《昆蟲研究手冊》、《昆蟲生活》、《昆蟲研究指南》等 參考書目。同事亦僅有關嘉之助、新渡戶稻雄兩人；之後才有楚南仁博、稻村宗三、鳥羽源藏、牧茂市郎、大國督、高橋良一、三輪勇四郎等專家相繼加入。1908年3月，素木在與東京帝國大學農科大學教授佐佐木忠次郎赴中國廣東、廣西、海南島等地調查楓蠶（Saturnia pyretorum，又稱四黑目天蠶）後，將楓蠶的繭自海南島引入台灣試育，在南投廳大庄及臺中廳軍功寮庄設立楓蠶飼育場，不過楓蠶的試育「馴化」 的過程並不順利，試育最後並沒有成功。同年7月，升任農事試驗場技師兼臺灣總督府技師後，投入全台水稻三化螟（Scirpophaga incertulas）的調查及防治工作:141-142。
1909年5月，素木自夏威夷引入澳洲瓢蟲（Rodolia cardinalis），經過三年的室內飼養及釋放，以天敵法解決了影響柑橘產業甚鉅的的吹綿介殼蟲（Icerya purchasi）蟲害問題。此一壯舉不但是臺灣、也是亞洲地區以天敵防治害蟲而成功的首例。素木婉拒了台灣總督府對其個人頒贈勳章的表揚，希望改為購買昆蟲學相關書籍，後因有報銷問題，而改為農事試驗場換得昆蟲研究室興建經費5萬日圓，將工作場地依美國加州州立昆蟲研究室的設計，改建成當時罕見的新式昆蟲實驗室。1913年至1916年間，素木利用赴歐美各國出差三年的機會，攜出約2萬隻臺灣產昆蟲標本至大英博物館進行種名鑑定。1917年12月，素木獲得北海道帝國大學農學博士學位，博士論文研究的主題是台灣稻作三化螟（Scirpophaga incertulas）的調查，因此成為台灣日治時期首位以臺灣相關研究獲得博士學位者:141-142。
三化螟研究告一段落後，素木於1918年將昆蟲部人員編為3-4人一組，分別前往恒春、新竹、阿里山、臺東、霧社、花蓮港等地採集昆蟲標本，並積極蒐集相關文獻，大幅擴充了昆蟲部的收藏。之後他又投入直翅目和虻類之研究。農事試驗場改制中央研究所農業部後，素木先出任應用動物科長，1921年9月為防治日本國內柑橘果實蠅波及臺灣，素木建議總督府在殖產局下附設植物檢疫所，進行植物進出口的檢疫工作，總督府遂令素木兼任檢疫所第一任所長，其任此職至1926年4月，在他任內台灣開始實行進出口植物檢疫暨害蟲防治，成為日後植物檢疫工作的基礎:141-142。1923年7月，應總督府派遣，前往火燒島(今綠島)，以火燒防治的方式，防治了來自菲律賓的蝗蟲侵害:145。
1935年，素木得一發表了《天然紀念物調查報告第三輯─臺灣產之蝶類》調查報告，列出臺灣的蝶類共327種，其中56種為臺灣特有種。報告中，他特別詳細介紹了寬尾鳳蝶（Papilio maraho，Shiraki et Sonan）該蝶種為他及楚南仁博共同命名發表，並指出該蝶種具有極高的科學價值。該報告也促使寬尾鳳蝶成為日治時期首個被列為「天然紀念物」的蝶種。
素木得一於1920至1926年以及1932至1944年間，曾兩度擔任臺灣博物學會會長。1942年3月31日以六十歲自台北帝大屆齡退休，次日就任財團法人南洋協會常務理事與財團法人南方資料館館長，及臺北帝國大學名譽教授。臺灣博物學會會報在1943年，特別為時任會長的素木製作了《素木博士還曆紀念號》（註：還曆指六十歲）。當時，許多日籍學者撰文，介紹素木博士在植物防檢疫方面的成就，以及他對臺灣昆蟲學界發展的重大貢獻。
除了昆蟲研究之外，素木同時在運動領域也頗有貢獻，不但自己是射箭、網球選手，也曾長期擔任田徑賽聯盟委員長一職。此外，圍棋、攝影、油畫、美食等領域他也頗有造詣，畫作曾入選總督府美術展；照相功力則足以擔綱攝影展評審及全關西寫真聯盟的指導老師，並在1923年，受田健治郎總督之推薦，在當時的攝政宮即後來的昭和天皇來台時，為攝政宮於草山賓館拍照，展現多才多藝的一面:143-144。

### 戰後與返日時期
1945年8月，在台日人受日本在第二次世界大戰戰敗投降影響，大多遭接收台灣的國民政府決定遣返日本，但素木得一與其他少部分具學術、技術及特殊專長者，因清理業務、維持生產事業之運作等特殊需要獲得留用。1945-1947年間，他擔任臺灣大學農業生物學系教授，並兼任臺灣大學圖書館南方資料室主任、臺灣省政府諮詢委員，以及臺灣省農業試驗場技師等職。在此期間，素木曾向蔣介石建議延攬世界各國的研究者來台研究，但未能實現:147-148。
1946年9月，素木轉往新成立的台灣省編譯館臺灣研究組，負責編纂熱帶、亞熱帶資源及昆蟲相關文獻目錄，以及自然科學研究。1947年因為二二八事件，台灣省行政長官公署改組為台灣省政府，臺灣省編譯館亦遭撤廢。同年5月，素木得一乘船返日至佐世保市。戰後日本人返回日本的行李受到很嚴格的限制，只能帶自己可拿在手上的東西，不准託運貨物，並嚴禁攜帶標本、印刷品、資料、文獻等。因此素木、一色兩人只得把當時一些關於昆蟲分類約有六千兩百多頁的原稿留在臺灣大學研究室中(今臺灣大學昆蟲系館201室)。返日後，1951年素木任職於聯軍總部天然資源局技術顧問，調查琉球群島昆蟲相。之後獲聘為日本昆蟲學會榮譽會員、日本衛生動物學會榮譽會員、國際昆蟲學會議常任委員、日本應用昆蟲學會評議員、會長及名譽會長等職，專事著述:147-148。
1970年12月22日，素木得一死於心臟衰竭，享年88歲。一生共發表150餘篇論文，總頁數超過15000頁:147-148。

## 素木標本
為了準備在之後對台灣全島進行大規模昆蟲採集和物種調查，素木得一在1913年曾經攜帶約30盒(約2萬隻)的台灣產昆蟲標本前往大英博物館從事分類鑑定工作。據推測，1916年返台時又順手牽羊攜帶大量日本與熱帶產昆蟲標本，並由於不知名緣故將所有標籤更改採集地為台灣的地名，目前已知的代碼包括恆春（Koshun）代表印度產、蘭嶼（Kotosho）代表婆羅洲產，此事造成後世學術研究上極大的混亂。這些從大英博物館摸回來的昆蟲標本被稱為「素木標本」，至今仍保存在台大昆蟲標本館與農業試驗所昆蟲標本館。
以目前的了解，除了一些分佈在日本本土的昆蟲標本外，「素木標本」的昆蟲主要來自東南亞，從印度一直延伸到巴布亞新幾內亞。 雖然這些昆蟲體型較小且不顯眼，而不是大型且引人注目的標本，但在討論亞洲熱帶地區昆蟲的系統分佈時，它們具有重要的參考價值。
如此大規模的將昆蟲標本重新更換標簽背後的目的仍然是個謎， 但其動機應是為了隱瞞這些標本確實存在於台北的事實。 因目前已知的「素木標本」大多來自亞洲熱帶地區，這種行為可能是由素木得一的個人興趣，或者可能受到有關當局的指令影響，在為日本之後的“南進政策”，與未來可能的熱帶地區農業經營做準備。 然而，隨著時間的推移和相關人員的去世，目前已經無法確定這種行為的確切原因。
新修改的標籤與舊的原始標籤之間的確切關係可能只有少數人知道。 可能存在某種代碼或參考表，類似於密碼，記錄了這些新舊標籤之間的關係，當年可能存放在台北帝大昆蟲養蠶學講座研究室中。 然而，這種參考表的存在尚未得到證實。

## 主要著作
- 《臺灣產の蝶類に就て》
- 《昆蟲に分類》
- 《日本に害蟲目錄》

## 相關詞條
- 大島正滿、多田綱輔、江崎悌三、松村松年、青木文一郎、堀川安市、渡邊龜作、菊池米太郎、黑田長禮、楚南仁博、蘇特(德國人)(Hans Sauter)、一色周知、小泉清明、三輪勇四郎、中條道夫